# Mercedes Marcó del Pont
Mercedes Marcó del Pont (Buenos Aires, 28 de agosto de 1959) es una economista y política argentina, enrolada en la corriente desarrollista, que ocupó diversos cargos a lo largo de los gobiernos kirchneristas. 
Fue consultora del Programa de las Naciones Unidas para el Desarrollo (PNUD), del Banco Mundial y del Banco Interamericano de Desarrollo (BID). Se ha desempeñado como diputada nacional (2005–2008), ha estado al frente del Banco de la Nación Argentina (2008–2010) y del Banco Central de la República Argentina (2010-2013) durante la presidencia de Cristina Fernández de Kirchner.
Durante la presidencia  Alberto Fernández, fue la titular de la  Administración Federal de Ingresos Públicos (AFIP) desde 2019 hasta 2022 y como secretaria de Asuntos Estratégicos de la Presidencia de la Nación desde 2022 hasta 2023.

## Biografía

### Formación
Mercedes Marcó del Pont nació el 28 de agosto de 1959, en la Ciudad de Buenos Aires. Sobrina de Rogelio Frigerio (por parte de la madre que era cuñada del periodista y político), desde adolescente se interesó en política, militando en la misma fuerza política que su tío, el Movimiento de Integración y Desarrollo.
En 1982 obtuvo su título de licenciada en Economía en la Universidad de Buenos Aires. En el año 1987 realizó un máster en Economía internacional y Desarrollo en la Universidad de Yale, Estados Unidos. 

### Trayectoria profesional
Durante los años 1989 y 1991, se desempeñó como asesora en Industria Petroquímica en la Secretaría de Planificación de la Presidencia de la Nación. Ha sido asesora de gabinete del Ministerio de Producción de la Nación y de la Dirección General de Estadística de la Ciudad de Buenos Aires. Asimismo, fue consultora e investigadora en diversos proyectos económicos, publicando trabajos y libros en la misma materia.  Fue consultora del Programa de las Naciones Unidas para el Desarrollo (PNUD), del Banco Mundial y del Banco Interamericano de Desarrollo (BID). Ha desempeñado funciones en el Instituto de Desarrollo Econòmico (IDES), en el Consejo Latinoamericano de Ciencias Sociales (CLACSO) y en el Consejo de Investigaciones Científicas y Técnicas (CONICET).
Se encuentra estrechamente relacionada con Héctor Valle, presidente de la Fundación de Investigaciones para el Desarrollo (FIDE). Durante la década de 1990, ambos rechazaron la convertibilidad, la desregulación energética y la privatización de YPF.
Es integrante del partido Movimiento de Integración y Desarrollo (MID). Como economista forma parte de la Fundación de Investigaciones para el Desarrollo (FIDE), siendo Directora desde el año 1991 y del Grupo Fénix.

### Presidenta del Banco Central
Asumió la presidencia del Banco Central de la República Argentina el 4 de febrero de 2010 anunciando que su objetivo sería buscar la estabilidad y la profundización del modelo económico añadiendo que "las políticas monetarias y cambiarias serán absolutamente razonables". En línea con su pensamiento desarrollista remarcó que la solo la emisión monetaria no genera inflación sino que dicho problema es multicausal  y residía además en la oferta, manejada por un sector empresario oligopólico y concentrado, que tendió a compensar su baja productividad exigiendo la devaluación del tipo cambiario.
Durante su gestión se reformó la Carta Orgánica del Banco Central para restituirle al organismo su rol de promotor de crecimiento y empleo, tal como fuera plasmado en la Carta Orgánica aprobada por la ley 20539 de 1973. Asimismo, se implementó una regulación para adquirir dólares para atesoramiento, como parte de una estrategia de regulación "macroprudencial de la cuenta de capital" del país.
Además, incorporó una normativa sobre los créditos a la producción "líneas de inversión productiva" (LIP), un cupo de financiamiento en pesos a 36 meses dirigido a empresas, particularmente a PyMEs.
En noviembre de 2013, en el marco de una reestructuración del equipo económico del gobierno, es reemplazada al frente del Banco Central por Juan Carlos Fábrega. Durante la gestión de Marcó del Pont las reservas alcanzaron un récord histórico de u$s52.000 millones.

### Actividad posterior
Preside la Fundación de Investigaciones para el Desarrollo (FIDE) y es Coordinadora del Programa de Innovación Productiva y Desarrollo del Campus Tecnológico de la Universidad de San Martín (UNSAM).
En diciembre de 2018 su nombre se relacionó al político Agustín Rossi ante la eventual presentación de su candidatura a la presidencia del país.
En diciembre de 2019, fue designada directora de la Administración Federal de Ingresos Públicos (AFIP) por el presidente Alberto Fernández. En los primeros meses el organismo que encabeza Marcó del Pont identificó 950 colocaciones financieras de argentinos con altos patrimonios que presentan saldos por más de USD1 millón y que no fueron declaradas por sus beneficiarios finales en las declaraciones juradas de Bienes Personales.

## Vida personal
A los 32 años, se casó con Jorge Cafferata, un médico psiquiatra con el que tuvo tres hijos: María, Juan y Josefina.